# Pollution au mercure de la région de Viège
La pollution au mercure de la région de Viège est la contamination du sol de la commune de Viège et de ses alentours (Haut-Valais) par du mercure provenant de l'entreprise Lonza. 
Découverte en 2010, cette pollution a son origine dans la contamination des eaux du canal d'évacuation des déchets du site de l'entreprise : les sédiments pollués du canal ayant servi de matériau pour des travaux, des remblais et comme engrais, du mercure a donc été répandu involontairement sur les sols de la région. 

## Pollution

### Découverte
En 2010, des traces de pollution au mercure sont trouvées dans certains sols de la région de Viège au cours des travaux sur l'autoroute.

### Origine
La pollution au mercure trouve son origine dans les rejets industriels de l'entreprise Lonza entre 1930 et les années 1970. Sur son site de Viège, l'entreprise utilisait un canal pour évacuer les déchets de ses activités,.

### Localisation et intensité de la pollution
La pollution concerne la région haut-valaisanne autour de Viège. Au niveau administratif, les communes de Viège et Rarogne sont les principales concernées.
Les sédiments du canal ayant servi comme matériau de construction, de remblai et d'engrais dans la région de Viège, la pollution initialement localisée au canal d'évacuation a été disséminée autour de Viège. Par ailleurs, cette pollution est complexe à retracer et cartographier car l'utilisation des couches sédimentaires du canal n'a pas fait l'objet d'une documentation spécifique.
En 2015, 106 parcelles de Viège et sa région étaient classées comme polluées par les autorités. Parmi elles, deux présentaient des niveaux de contamination au mercure particulièrement élevée,.

## Gestion de la pollution et assainissement

### Gestion politique et controverses
Au printemps 2017, le préposé cantonal à la protection des données et le Conseil d'état s'oppose sur la publication d'un rapport de 2011. Ce rapport détaille les éléments connus à l'époque sur la pollution au mercure mais a été tenu secret par les autorités valaisannes malgré des demandes d'accès (la RTS par exemple). Le conseiller d'état Jacques Melly justifie le maintien du secret en expliquant que la publication d'éléments du rapport gênerait les investigations et discussions sur ce dossier. De son côté, le préposé, soutenu par plusieurs formations politiques, défend que la non-publication du rapport ne répond pas aux exigences de transparence et va à l'encontre de l'intérêt de la population.

### Cartographie de la pollution
À partir de l'été 2015, les autorités valaisannes mandatent une expertise indépendante de la pollution au mercure des sols de la région de Viège. L'objectif est d'établir un état de situation fiable et d'arrêter la bataille de mesures divergentes entre les Lonza, les associations de défense de l'environnement et les services cantonaux.
Une cartographie plus précise est réalisée au cours de la seconde moitié des années 2010. La démarche suivie consiste à distinguer les parcelles polluées qui nécessitent un assainissement des parcelles faiblement polluées qui ne nécessiteraient pas l'engagement de travaux de dépollution,.
En février 2017, 48 parcelles sont retirées du cadastre des sites pollués selon la nouvelle catégorisation.

### Plan d'assainissement
À l'été 2017, la Confédération valide le plan d'assainissement prévue entre Lonza et le canton du Valais. Les autorités locales entament alors les démarches administratives avec les habitants concernés afin que les travaux puissent être réalisés sur les parcelles,,.